# Smithers v žáru lásky
Smithers v žáru lásky (v anglickém originále Portrait of a Lackey on Fire) je 8. díl 33. řady (celkem 714.) amerického animovaného seriálu Simpsonovi. Scénář napsali Rob a Johnny Lazebnikovi a díl režíroval Steven Dean Moore. V USA měl premiéru dne 21. listopadu 2021 na stanici Fox Broadcasting Company a v Česku byl poprvé vysílán 15. března 2022 na stanici Prima Cool. V tomto dílu si Waylon Smithers najde nového přítele, Michaela.

## Děj
Homer si všimne osamělosti Waylona Smitherse a nabídne se, že mu najde partnera. Když do Burnsova panství přijede módní návrhář Michael de Graaf za účelem osvojení štěněte narozeného jednomu z Burnsových útočných psů, Homer ho Smithersovi představí. Michael pozve Smitherse na rande k Luigimu. Smithers zjistí, že Michael je zdvořilý, okouzlující a pozorný, díky čemuž se cítí šťastný.
Během večírku, který pro nově vzniklý pár uspořádá Marge, Michael oznámí, že ve Springfieldu otevírá svůj nový výrobní závod, čímž městu otevře mnoho pracovních míst. Během prohlídky továrny Homer, Bart a Líza zjistí, že v továrně panují pracovní podmínky jako v manufaktuře a že toxický odpad z továrny znečišťuje životní prostředí.
Homer si uvědomí, že Michael si je toho plně vědom, a neochotně ukáže Smithersovi temnou stránku Michaelova podnikání. Smitherse tato informace zaskočí a žádá Burnse o radu. Ten mu sdělí, že rychlá móda je ještě horší průmysl než jaderná energetika. Burns Smithersovi poradí, aby si Michaela vzal a měl vystaráno na celý život.
Smithers se snaží Michaela přesvědčit, aby změnil své obchodní praktiky, ale Michael nemá v úmyslu je měnit. Smithers se chystá neochotně přijmout Michaelovu nabídku zůstat ve vztahu a ignorovat všechno kolem, ale poté zahlédne, jak Michael týrá své štěně, což definitivně způsobí rozpad jejich vztahu. Michael odlétá svým tryskáčem a zpočátku zdrcený Smithers zjišťuje, že Michael štěně nechal ve Springfieldu. S radostí si jej přivlastní, protože si uvědomuje, že štěně mu nabídne bezpodmínečnou lásku, což je to, co si ve vztahu přál nejvíc. Smithersovi fotka se štěnětem vzbudí na seznamovací aplikaci velký zájem.

## Produkce
Scénář k dílu napsala scenáristická dvojice, Rob LaZebnik společně se svým synem Johnnym, který je mimochodem také gay. Jedná se o první díl, na kterém Johnny spolupracoval, Rob do vydání tohoto dílu napsal již více než patnáct epizod Simpsonových. Johnny popsal svou zkušenost s psaním scénáře pro Simpsonovy jako „velkolepou a naplňující“. Roli Smithersova přítele Michaela nadaboval taktéž homosexuální dabér Victor Garber.

## Přijetí

### Sledovanost
Ve Spojených státech díl během premiéry sledovalo 3,97 milionu diváků.

### Kritika
Tony Sokol z webu Den of Geek ohodnotil díl 4,5 hvězdičkami z 5 a napsal: „Smithers v žáru lásky je chytrý, empatický a hořkosladký. Podbízí se ale nečekanými způsoby, díky nimž humor přichází pravidelně, ale nikdy ne jednotvárně. Epizoda funguje spíše jako studie postav než jako festival vtipů, ale postavou je nakonec Springfield, ne Smithers, a Springfield není žádné Milwaukee.“
Marcus Gibson z Bubbleblabberu ohodnotil tuto epizodu 7,5 body z 10 a uvedl: „Komedie přinesla několik úsměvných momentů, které udržují tento vztah plynulý a stabilní, aniž by trpěl nevkusným šlendriánem.“